# 크리스티아노 피치니
크리스티아노 피치니(이탈리아어: Cristiano Piccini, 1992년 9월 26일, 카라라 ~ )는 1. FC 마그데부르크에서 오른쪽 풀백로 뛰는 이탈리아의 축구 선수이다.

## 클럽 경력
피치니는 2010년 12월 5일에 열린 칼리아리전에서 마누엘 파스콸의 교체 선수로 출전하며 성인팀 데뷔전을 치렀다.
2011년 8월 30일, 그는 카라레세로 임대를 갔다. 그거에 이어서 스페치아와 세리에 A 승격팀 리보르노에서도 임대 생활을 했다.
2014년 8월 27일, 피치니는 세군다 디비시온의 레알 베티스로 임대되었다.